# Willy Bal

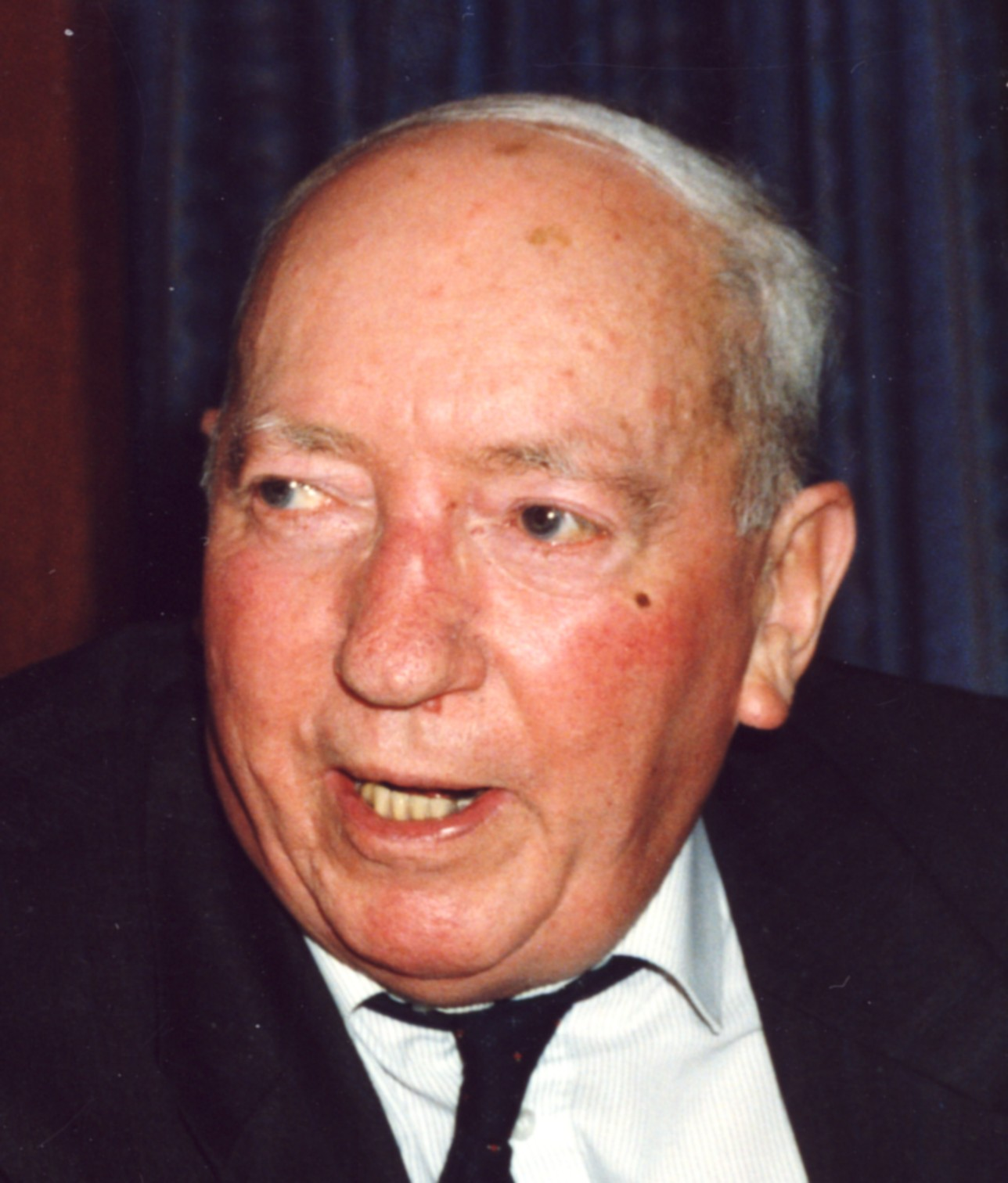
Willy Bal

Willy Bal (* 11. August 1916 in Jamioulx, Ham-sur-Heure-Nalinnes; † 18. August 2013) war ein belgischer Romanist und wallonischer Schriftsteller.

## Leben und Werk
Bal studierte Romanische Philologie, promovierte 1938 über den Wortschatz seines Geburtsortes (Lexique du parler de Jamioulx, Lüttich 1949), verbrachte fünf Jahre in deutscher Gefangenschaft und schrieb darüber ein wallonisches Buch (Au soya dés leus [Au soleil des loups] 1947), war ab 1946 Gymnasiallehrer in Marchin und wurde 1956 Professor an der Université Lovanium (Universität Kinshasa), wo er als früher Kreolist die Rolle des Portugiesischen in den afrikanischen Sprachen untersuchte. Von 1966 bis 1984 war er Professor an der Université catholique de Louvain.

Ab dem Alter von 19 Jahren publizierte Bal literarische Werke in seiner wallonischen Muttersprache. Seit 1968 gehörte er der Académie royale de langue et de littérature françaises de Belgique an. Er war Ehrenmitglied der Königlichen Akademie der Wissenschaften und Schönen Künste von Belgien.

## Weitere Werke
- Henri Pourrat, essayiste. Extraits présentés et commentés, Antwerpen 1954
- La comparaison. Son emploi dans "Gaspard, des montagnes" d'Henri Pourrat, Léopoldville 1958
- (Hrsg.) Description du royaume de Congo et des contrées environnantes par Filippo Pigafetta et Duarte Lopes, Löwen/Paris 1963, 1965, Paris 2002
- (Hrsg.) Le royaume du Congo aux XVe et XVIe siècles. Documents d'histoire, Léopoldville/Brüssel 1963
- Témoignage d'un écrivain employant le patois comme langue littéraire. Essai, Löwen 1964
- (Hrsg.) Les Sciences humaines et l'Afrique à l'Université Lovanium, 2. Auflage, Léopoldville 1964
- Introduction aux études de linguistique romane avec considération spéciale de la linguistique française, Paris 1966, 1971
- La faillite de 1830? Elie Baussart, La Terre Wallonne et le mouvement régionaliste, Brüssel 1973
- (Hrsg.) L'université et la pluralité des cultures. Actes du séminaire [Louvain-la-Neuve, 21-25 mai 1973] organisé par l'AUPELF, Montréal 1974
- Guide bibliographique de linguistique romane (zusammen mit Jean Germain), Löwen 1978
- Afro-romanica studia, Albufeira 1979
- Introduction à l'inventaire des particularités lexicales du français en Afrique noire. Essai, Montréal  1983
- (Hrsg. zusammen mit Jean-Luc Fauconnier) Arille Carlier [1887–1963], Dictionnaire de l'Ouest-wallon, 3 Bde., Charleroi 1985, 1988, 1991
- Bibliographie sélective de linguistique romane et française (zusammen mit Jean Germain, Jean-René Klein und Pierre Swiggers), Paris/Louvain-la-Neuve 1991 (268 Seiten);  2. Auflage unter dem Titel: Bibliographie sélective de linguistique française et romane, Louvain-la-Neuve 1997 (324 Seiten)
- Œuvres poétiques wallonnes 1932–1990, Charleroi 1991
- Anthroponymie afro-romane. Esquisse d'un projet (zusammen mit Jan Daeleman und Clémentine Faïk-Nzuji Madiya), Tübingen 1991
- (Hrsg.) Limes. I, Les langues régionales romanes en Wallonie, Brüssel 1992
- Belgicismes. Inventaire des particularités lexicales du français en Belgique (zusammen mit  Albert Doppagne, André Goosse, Michèle Lenoble-Pinson, Jacques Pohl und Léon Warnant), Louvain-la-Neuve 1994
- Warum Krieg!, récit en prose illustré par Gustave Marchoul, Charleroi 1996
- Djonnesse a Malvô, recueil de contes, avec une traduction française de Jean-Luc Fauconnier, dessins de Raymond Drygalski, Charleroi 2001

## Belege
1. ↑  Académie royale de langue et de littérature françaises de Belgique : Willy Bal, abgerufen am 22. Januar 2014
2. ↑  Mitglieder: Willy Bal. Académie royale des Sciences, des Lettres et des Beaux-Artes de Belgique, abgerufen am 11. August 2023 (französisch).

| Personendaten    | Personendaten                                  |
| ---------------- | ---------------------------------------------- |
| NAME             | Bal, Willy                                     |
| ALTERNATIVNAMEN  | Bal, Louis                                     |
| KURZBESCHREIBUNG | belgischer Romanist, Dialektologe und Kreolist |
| GEBURTSDATUM     | 11. August 1916                                |
| GEBURTSORT       | Jamioulx, Ham-sur-Heure-Nalinnes               |
| STERBEDATUM      | 18. August 2013                                |